# Torrot CitySurfer
La Torrot CitySurfer es una bicicleta eléctrica plegable. La fabrica en España la empresa Torrot Electric Europa.

## Producción
La empresa Torrot cerró a principios de los año ochenta del siglo XX y reapareció en el año 2011 de la mano de una colaboración entre el Instituto Andaluz de Tecnología (IAT), el centro tecnológico catalán Fundación Ascamm, Automotive Technical Projects (ATP), el Grupo Constant y Edalma Inversiones con los propietarios de la marca Torrot, comprada por Xispa SL propiedad de Enrique Meseguer y Andreu Tuzón y controlada por Iván Contreras, que crean Torrot Electric Europa S.L. La inversión inicial fue de 400 000 € que se completó con otros 600 000 € con el propósito del desarrollo, fabricación y venta de vehículos ciclomotores eléctricos. Las previsiones iniciales eran de alcanzar los 5.000 vehículos producidos en el año 2015 y generar un negocio para ese año de seis millones de euros.
A finales del año 2012 Xispa SL cesó su actividad y se acogió a un pre-concurso de acreedores siendo adquirida por Torrot Electric Europa S L que usó sus activos, en particular sus motos eléctricas infantiles, y plantilla.
En noviembre de 2014 Torrot presentó una bicicleta eléctrica que es la primera diseñada y fabricada en España, la "CitySurfer" con una potencia de 250 w y una autonomía de 50 km, y una serie de motos eléctricas para niños con control paterno sobre la potencia del motor.

## Características
Es una bicicleta eléctrica ligera que pesa 21 kg con la batería incluida.
La velocidad máxima es de 25 km/h.

### Motor
El motor eléctrico de 36 V no tiene escobillas (brushless).
La potencia máxima es de 0,25 kW (0,3 CV).
La refrigeración es pasiva por aire.

### Batería
La batería extraíble de 36 V 10,44 Ah Li-Ion está situada dentro del chasis.

### Autonomía
La autonomía es de 50 km.

### Carga
El cargador externo de serie suministra 42 V 2 A y se enchufa en cualquier toma doméstica de 230 V y carga la batería en 5 horas.

### Transmisión
Cambio Shimano TK55 de 7 velocidades. Pedalier Monoplato. Cadena.

### Chasis, suspensiones, neumáticos y frenos
El chasis es monoviga de aleación de aluminio 6061.
Los frenos son de disco Tektro Novela.
La suspensión delantera es de horquilla telescópica hidráulica RST con precarga regulable.
Los neumáticos son mixtos Kenda 1.95/20” antipinchazos y con bandas reflectantes.

### Dimensiones
La longitud es de 1510 mm. (870 mm. plegada).
La distancia entre ejes es de 1020 mm.
La altura va de 1100 mm. a 1215 mm. (700 mm. plegada).
La altura al asiento va de 765 mm a 1020 mm.
La anchura es de 470 mm. plegada.
El peso con baterías es de 21 kg.

### Comodidad
Al plegarla se puede meter en el maletero de un coche.
Dispone de una pantalla LCD para controlar los 5 niveles de asistencia al pedaleo y la función acelerador.
La luz frontal integrada se controla desde la pantalla. El piloto trasero es led y láser.

## Medio ambiente

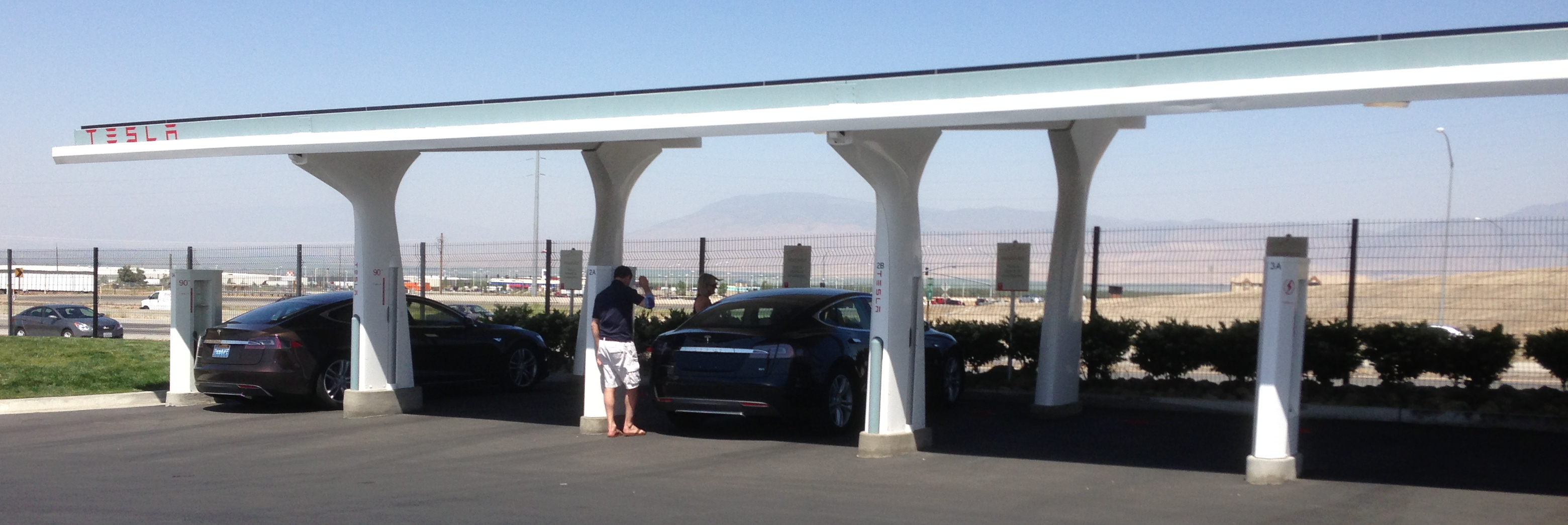
Estación de carga alimentada por energía solar mediante paneles instalados en la cubierta

Como todas las motos eléctricas no produce contaminación atmosférica ni contaminación sonora en el lugar de uso. 
También tiene el potencial de reducir la dependencia del petróleo si la electricidad que consume es generada por fuentes renovables como centrales hidroeléctricas, energía eólica o paneles solares.
Además los motores eléctricos son mucho más eficientes que los de combustión ya que convierten un 80% de la energía proporcionada por un enchufe en mover las ruedas, mientras que los de combustión sólo convierten entre un 12% y un 30% de la energía del combustible en mover las ruedas.